# Park Ridge (Illinois)
Park Ridge – miasto w Stanach Zjednoczonych, w stanie Illinois, w hrabstwie Cook.

## Znane osoby
Urodził się tutaj Randy Hultgren, amerykański polityk, kongresman ze stanu Illinois.